# Pulau Kaung
Pulau Kaung is een bestuurslaag in het regentschap Sumbawa van de provincie West-Nusa Tenggara, Indonesië. Pulau Kaung telt 1532 inwoners (volkstelling 2010).